# Östgöta Correspondenten
För andra tidningar med namnet Correspondenten, se Correspondenten (olika betydelser)
Östgöta Correspondenten, allmänt kallad Corren, är en svensk morgontidning som ges ut i Linköping sedan 1838. Chefredaktör och ansvarig utgivare för Corren är Christer Kustvik. Tidningens ledarsida beskriver sig som oberoende borgerlig.

## Historik
Tidningen grundades av Henrik Bernhard Palmær och det första numret kom ut den 24 september 1838. Den första tiden redigerade Palmær själv tidningen och till sin hjälp värvade han notarien Carl Henrik Wallberg med signaturen Qvippe. Palmær tröttnade dock snart på företaget och hösten 1840 blev Carl Fredrik Ridderstad medredaktör och delägare. År 1842 övertog denne såväl ägarskap som chefredaktörskap, vilket han behöll till 1886. Under hans ledarskap kom tidningen att bli en av Sveriges främsta och mest inflytelserika landsortstidningar. Under hela denna tid och fram till 1903 eller 1904 var Wallberg kvar vid tidningen.

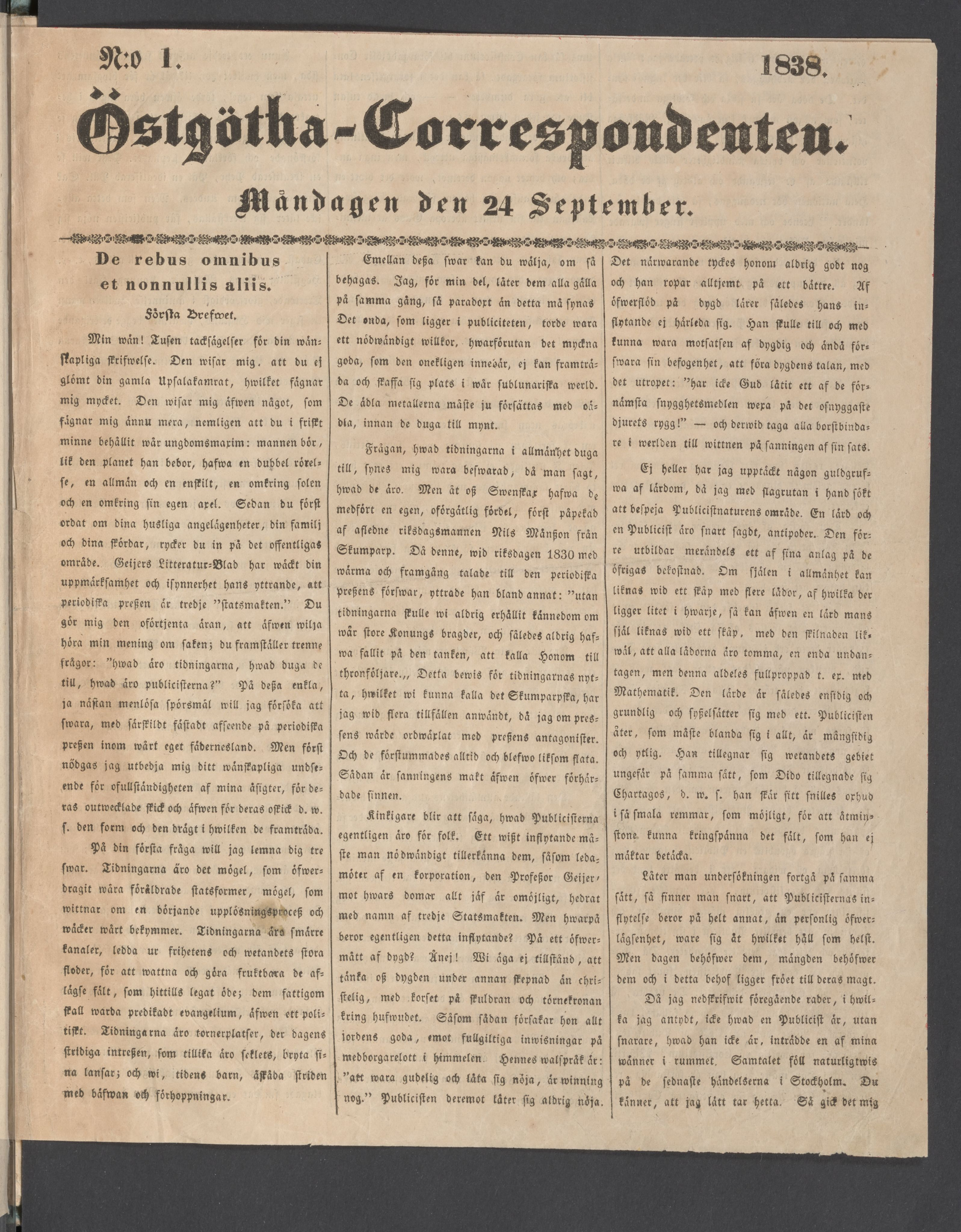
Första numret av Östgötha-Correspondenten.

Efter Carl Fredrik Ridderstads död fortsatte hans familj som ägare av tidningen. Eskil Ridderstad (1881–1962) var VD för företaget under åren 1919–54 och var dessutom chefredaktör 1930–53. 
Ingvar Arén (1912–1988)  övertog år 1954  posten som verkställande direktör (VD) för Östgöta Correspondenten. Arén var utbildad jurist och arbetade sedan tidigare på tidningen. De nästkommande 22 årens utveckling av tidningen, leddes av Ingvar Arén med kollegor. Han lämnade posten som VD år 1976 i och med sin pension. År 1990 utsågs Gunnar Ridderstad till styrelseordförande.
Under perioden 1838–71 gavs tidningen ut två gånger i veckan, därefter tre gånger i veckan 1871–1886 och fyra gånger i veckan 1887-1892, för att från 1892 ges ut sex dagar i veckan.

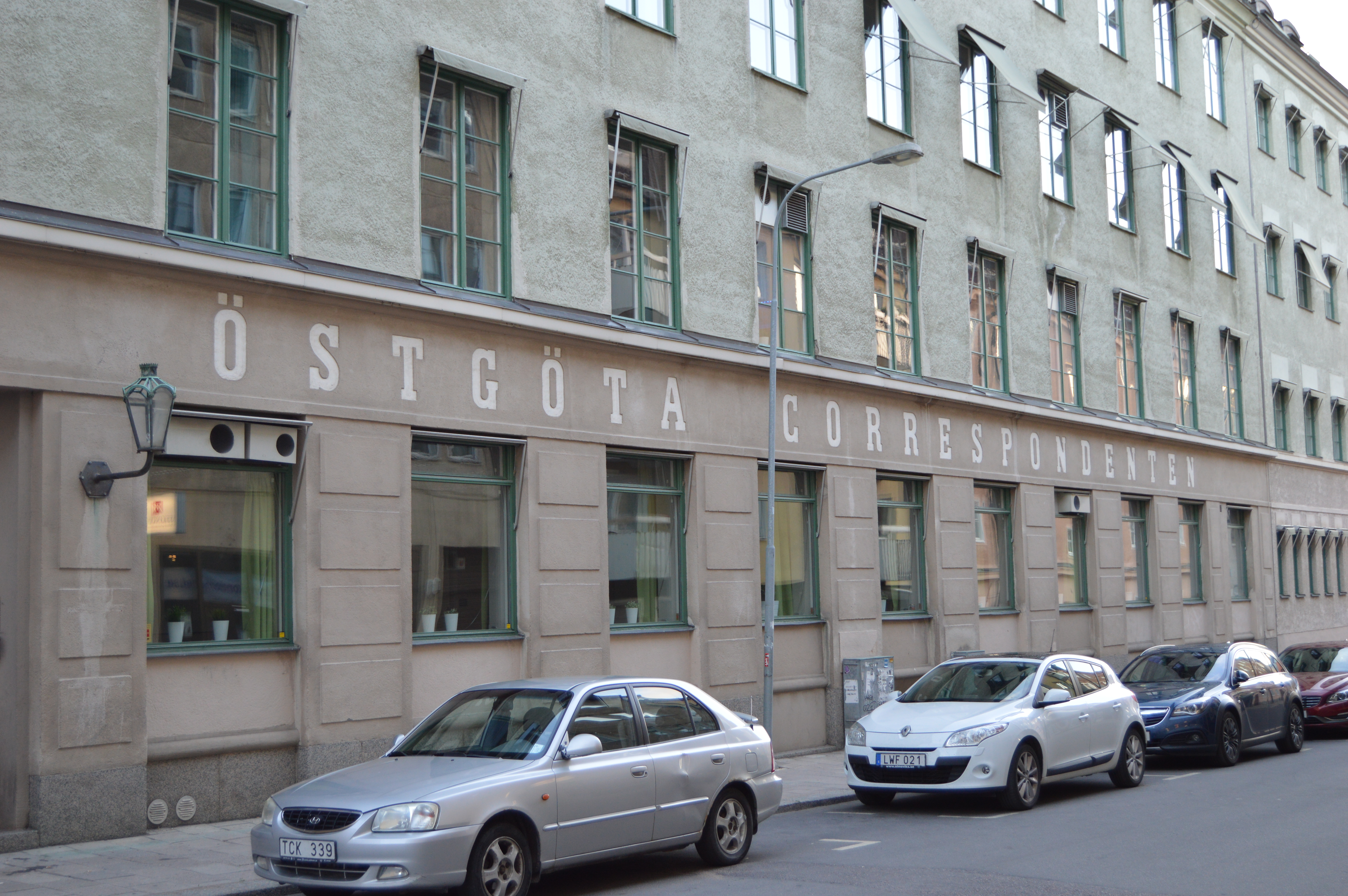
Correns hus, fasad mot Badhusgatan.

Politiskt sett var tidningen först liberal, men blev under 1880-talet konservativ, och uppträdde under tullskyddsstriderna som språkrör för de protektionistiska åsikter som var förhärskande inom länet. Den 27 augusti 1886 lanserades det protektionistiska slagordet "Sverige åt svenskarne!" och 30 april 1886 "Sverige för svenskarne" i Östergötlands veckoblad som var en veckoupplaga av Östgöta Correspondenten. Östgöta Correspondenten betecknar sig idag som oberoende borgerlig. Dock har tidningen en stående socialdemokratisk krönikör som sedan 2015 är Widar Andersson.
Upplaga: 37 600 ex. (2023, källa: TS)
Östgöta Correspondentens nätupplaga Corren.se startade 1995 och har utvecklats till en av Sveriges största lokala nyhetssajter.
Tidningen utsågs till Årets dagstidning 2007 och redaktionen till Årets redaktion 2006 av tidningen Medievärlden. I mars 2008 offentliggjordes att Norrköpings Tidningar köper 68% av aktierna och 69% av rösterna i Corren och därmed blir huvudägare. I maj 2008 meddelades vidare att Herenco sålt sin aktiepost till Norrköpings Tidningar vilket i praktiken innebär att Corren blir ett helägt dotterbolag i NTM-koncernen.

## Regnbågen
Regnbågen var en veckoslutsbilaga som medföljde tidningen varje lördag under åren 1942-99. Den innehöll noveller, korsord/tävlingar och reportage av ett lättsammare slag.

## Bytingen
Bytingen var en barnbilaga som medföljde tidningen varje lördag under åren 1942-85. I tidningen gick under många år Rune Andréassons serie Lille Rikard och hans katt. Det var också i Bytingen som Folke A. Nettelblad debuterade, med ett antal sagor under åren 1966-69.
Redan 1842–1844 hade Carl Henrik Wallberg gett ut en tidskrift med titeln Bytingen.

## Datorstradan
Datorstradan (av dator och autostrada, motorväg, anspelande på E4) var en årlig affärsbilaga med en översikt över datorindustrin i Östergötland, som utkom på våren mellan 1983 och 2001 (däribland 1995-03-21, 1999-04-20 och 2000-04-04). Med start den 21 oktober 1995 var Datorstradan också en sida bland ekonominyheterna varje lördag. Återkommande skribenter i Datorstradan var Tord Jöran Hallberg, Jan Hederén, Ann-Margret Slöjdare och Johan Sievers.

## Årets Linköpingsbo
Tidningen utsåg några år, genom nominering och omröstning bland läsarna, "årets Linköpingsbo".
- 2005 – Björn Eriksson, landshövding[6]
- 2006 – Sixten Widerstedt, grundare av Hjälpverksamheten Hjärta till Hjärta
- 2007 – Birgitta Andersson, musikterapeut
- 2008 – Johnny Ludvigsson, professor, grundare av Barndiabetesfonden

En liknande utmärkelse är "årets östgöte", som utnämns av Sveriges Radio P4 Östergötland.

## Chefredaktörer
- Henrik Bernhard Palmær, 1838–1842
- Carl Fredrik Ridderstad, 1842–1886
- Bengt Hägge, 1886–1898
- Gustaf Gustafsson, 1898-1909
- Yngve Svartengren, 1909–1917
- Ivar Andersson, 1917–1930
- Eskil Ridderstad, 1930–1953[7]
- Ebbe Johnson, 1953–1960
- Rune Andhé, 1960–1978
- Harald Hultman, 1978–1981
- Bertil Torekull, 1981–1989
- Kjell Göthe, 1989–1990
- Ernst Klein, 1990–1999
- Gunilla Bejbro-Högfeldt, 1999–2004
- Ola Sigvardsson, 2004–2011
- Charlotta Friborg, 2011–2014 [8]
- Anna Lindberg, 2015
- Christer Kustvik, 2016–2020
- Maria Kustvik, 2021–2023
- Christer Kustvik, 2023–